# Slaget vid Filippi
Slaget vid Filippi i norra Grekland år 42 f.Kr. avslutade det inbördeskrig i Romerska riket som följde efter Caesars död. Där besegrades Brutus och Cassius av Marcus Antonius och Octavianus. Efter segern vid Filippi delade Marcus Antonius och Octavianus upp den romerska världen så att Octavianus tog hand om Italien och de västra delarna, medan Antonius fick ansvaret för den östra rikshalvan.

## Maktvakuum i Rom
Efter mordet på Julius Caesar uppstod ett maktvakuum i Rom. Marcus Antonius satte sig snart i spetsen för Caesars legionärer medan den artonårige Octavianus, Caesars systerdotterson plötsligt trädde fram och överraskande nog utsågs till Caesars arvinge i hans testamente under namnet Octavianus. Cicero försökte återvinna senatens makt genom att prisa Octavianus och svärta ner Antonius, snart i norra Italien för att kämpa ett inbördeskrig mot en av Caesars mördare (Decimus Junius Brutus Albinus). 
De två konsuler som valdes året efter Caesars död (Hirtius och Pansa) stupade i kriget mot Antonius medan den sistnämnde med kontroll över Gallien förfogade över störst militär makt. Generalen Lepidus avvaktade i Massilia, nuvarande Marseille. I öster hade Brutus, Cassius och Casca tagit kontroll över Makedonien, Grekland, Anatolien (Turkiet) och Syrien och med stöd från Egypten byggde de upp en stor krigsmakt. Octavianus och Antonius försonades med varandra, tågade in i Rom som bröder med Lepidus och lät avrätta Cicero och hundratals andra konservativa (Cicero mördades i syditalien när han försökte fly till Makedonien).

## Triumvirerna med krigsmakten reser till Grekland
Med Rom och de västra provinserna i enväldigt grepp reste triumvirerna en imponerande krigsmakt och hastade iväg till Grekland med närmare trettio legioner. När de nådde Filippi i Makedonien (nuv. nordöstra Grekland) hade de nitton till sitt förfogande, resten hade kommit efter. Cassius och Brutus hade lika många, minst 80 000 legionärer och ytterligare hjälptrupper från de östliga provinserna (i synnerhet bågskyttar). Två av de östliga legionerna bemannade amiral Ahenobarbus flotta som hade kontroll över farvattnen, triumvirerna var således utmanövrerade till havs. Antonius och Octavianus slog läger utanför Cassius och Brutus uppförda vallar på vägen mot Byzantium (Istanbul), idealiskt placerad mellan en bergskedja och ett träsk. Antonius försökte bygga en brygga genom träsket för att kringgå Cassius formationer men när detta inte lyckades lät han i sin (berömda) ilska storma vallarna istället. Brutus anföll Octavianus och drev ut honom i träsket, upplöste minst fyra av triumvirernas legioner och slaget såg ut att leda till ny republikansk/konservativ dominans i Rom. Emellertid hade Antonius med otroliga framgångar lyckats driva Cassius på flykt (två legioner förlorade) och denne begick självmord i tron om att allt var förlorat. Tre veckor senare ledde ett nytt slag mellan Antonius och Brutus till den senares nederlag, han flydde men hanns ikapp och begick självmord.

## Efterspelet
Antonius, Octavianus och Lepidus fortsatte styra Rom men efter några år föll den åldrade Lepidus i skuggan av de andra och tvingades i exil. Efter en långvarig relation mellan Kleopatra av Egypten och Antonius ville han skilja sig från Octavianus syster. Det ledde till att de två blev ovänner och ett inbördeskrig bröt ut.
Antonius och Kleopatra besegrades vid Actium och begick självmord sedan deras legioner gått över till Octavianus, som efter segern blev enväldig härskare under namnet Augustus.